# Jû-Belloc
Pour les articles homonymes, voir Belloc (homonymie).
Jû-Belloc (Ju e Bethlòc en gascon) est une commune française située dans le sud-ouest du département du Gers, en région Occitanie. Sur le plan historique et culturel, la commune est dans le pays de Rivière-Basse, un territoire qui s’allonge dans la moyenne vallée de l’Adour, à l’endroit où le fleuve marque un coude entre Bigorre et Gers.
Exposée à un climat océanique altéré, elle est drainée par l'Adour, le canal d'Alaric, le Las, Canal de Cassagnac, la Barne et par divers autres petits cours d'eau. La commune possède un patrimoine naturel remarquable : un site Natura 2000 (la « vallée de l'Adour ») et deux zones naturelles d'intérêt écologique, faunistique et floristique.
Jû-Belloc est une commune rurale qui compte 283 habitants en 2022, après avoir connu un pic de population de 635 habitants en 1841.  Ses habitants sont appelés les Jû-Bellocois ou  Jû-Bellocoises.

## Géographie

### Localisation et accès
La commune est limitrophe du département des Hautes-Pyrénées.
Jû-Belloc est accessible par la RD 173, qui relie Termes-d'Armagnac, au nord, à Labatut-Rivière, au sud, ainsi que par la RD 65, depuis Castelnau-Rivière-Basse, à l'ouest. Le hameau de Belloc est également relié à Plaisance, à l'est, par la RD 373.

### Communes limitrophes
Les communes limitrophes sont Castelnau-Rivière-Basse, Hères, Galiax, Plaisance, Préchac-sur-Adour, Saint-Aunix-Lengros et Tieste-Uragnoux.
|                                           | Préchac-sur-Adour | Galiax              |
| Castelnau-Rivière-Basse (Hautes-Pyrénées) | Jû-Belloc         | Plaisance           |
| Hères (Hautes-Pyrénées)                   | Tieste-Uragnoux   | Saint-Aunix-Lengros |

### Géologie et relief
Jû-Belloc se situe en zone de sismicité 2 (sismicité faible).

### Hydrographie

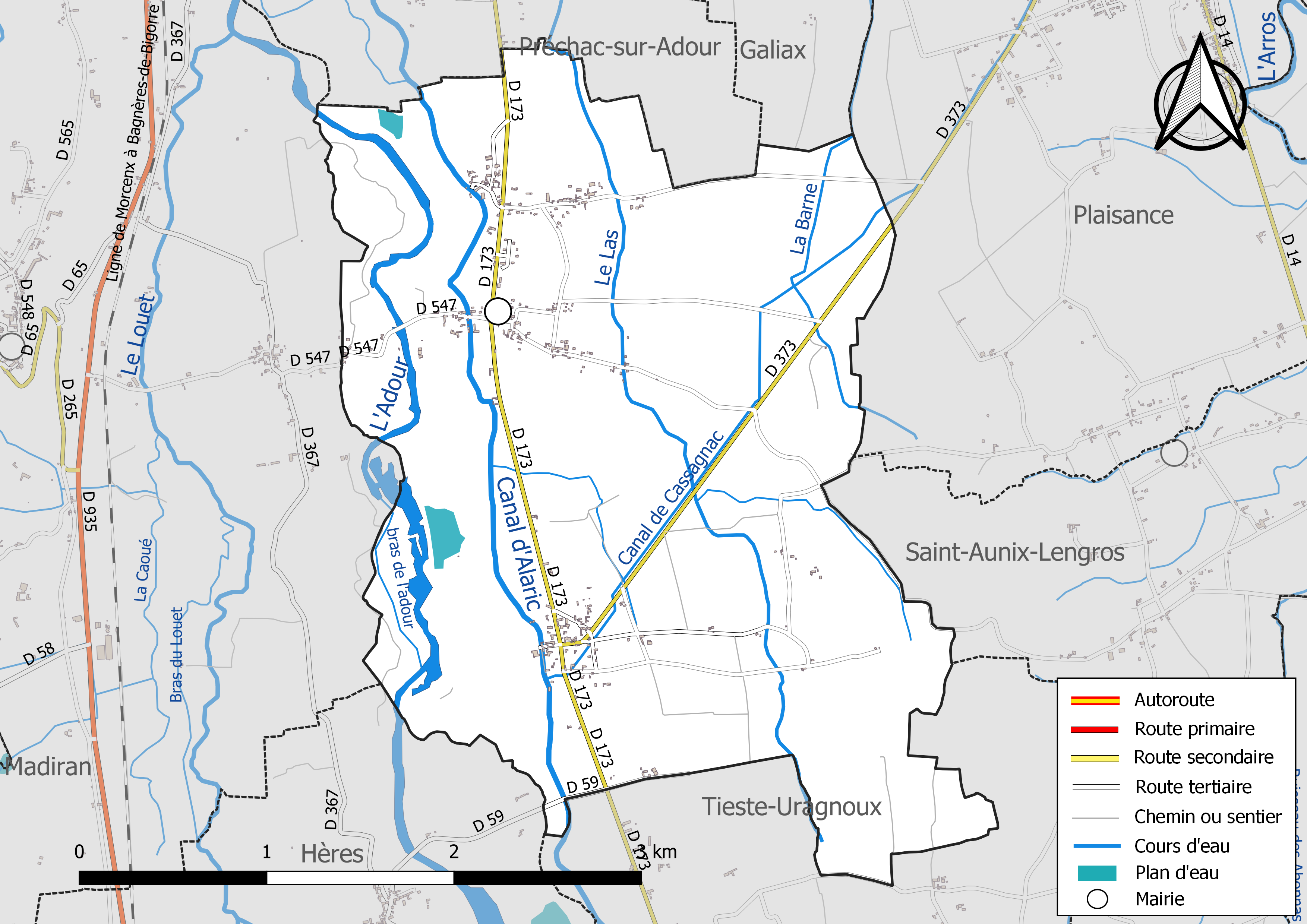
Réseaux hydrographique et routier de Jû-Belloc.

La commune est dans le bassin de l'Adour, au sein du bassin hydrographique Adour-Garonne. Elle est drainée par l'Adour, le canal d'Alaric, le Las, Canal de Cassagnac, la Barne, bras de l'adour et par deux petits cours d'eau, qui constituent un réseau hydrographique de 21 km de longueur totale,.
L'Adour, d'une longueur totale de 308,8 km, prend sa source dans la commune d'Aspin-Aure et s'écoule vers le nord. Il traverse la commune et se jette dans le golfe de Gascogne à Bayonne, après avoir traversé 118 communes.
Le canal d'Alaric, d'une longueur totale de 73,7 km, prend sa source dans la commune de Pouzac et s'écoule vers le nord. Il traverse la commune et se jette dans l'Adour à Izotges, après avoir traversé 38 communes.
Le Las, d'une longueur totale de 10,5 km, prend sa source dans la commune et s'écoule vers le nord. Il traverse la commune et se jette dans l'Arros à Tasque, après avoir traversé 5 communes.

### Climat
Pour des articles plus généraux, voir Climat de l'Occitanie et Climat du Gers.
En 2010, le climat de la commune est de type climat océanique altéré, selon une étude s'appuyant sur une série de données couvrant la période 1971-2000. En 2020, Météo-France publie une typologie des climats de la France métropolitaine dans laquelle la commune est toujours exposée à un climat océanique altéré et est dans la région climatique Aquitaine, Gascogne, caractérisée par une pluviométrie abondante au printemps, modérée en automne, un faible ensoleillement au printemps, un été chaud (19,5 °C), des vents faibles, des brouillards fréquents en automne et en hiver et des orages fréquents en été (15 à 20 jours).
Pour la période 1971-2000, la température annuelle moyenne est de 12,9 °C, avec une amplitude thermique annuelle de 14,2 °C. Le cumul annuel moyen de précipitations est de 978 mm, avec 10,2 jours de précipitations en janvier et 7,5 jours en juillet. Pour la période 1991-2020, la température moyenne annuelle observée sur la station météorologique la plus proche, située sur la commune de Maumusson-Laguian à 9 km à vol d'oiseau, est de 14,1 °C et le cumul annuel moyen de précipitations est de 1 021,5 mm,. Pour l'avenir, les paramètres climatiques de la commune estimés pour 2050 selon différents scénarios d'émission de gaz à effet de serre sont consultables sur un site dédié publié par Météo-France en novembre 2022.

### Milieux naturels et biodiversité

#### Réseau Natura 2000

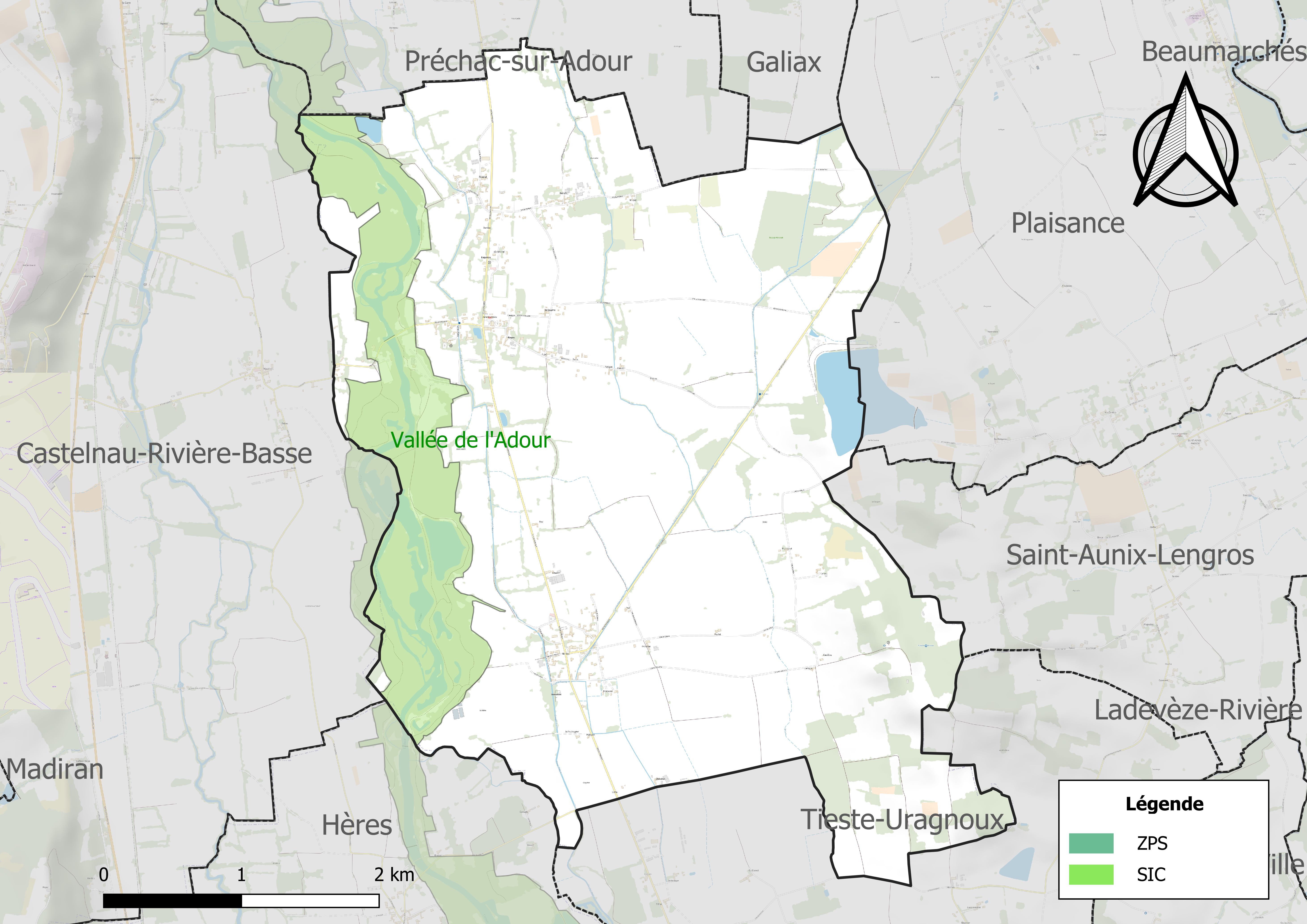
Site Natura 2000 sur le territoire communal.

Le réseau Natura 2000 est un réseau écologique européen de sites naturels d'intérêt écologique élaboré à partir des directives habitats et oiseaux, constitué de zones spéciales de conservation (ZSC) et de zones de protection spéciale (ZPS).
Un site Natura 2000 a été défini sur la commune au titre de la directive habitats : la « vallée de l'Adour », d'une superficie de 2 694 ha, un espace où les habitats terrestres et aquatiques abritent une flore et une faune remarquable et diversifiée, avec la présence de la Loutre et de la Cistude d'Europe.

#### Zones naturelles d'intérêt écologique, faunistique et floristique
L’inventaire des zones naturelles d'intérêt écologique, faunistique et floristique (ZNIEFF) a pour objectif de réaliser une couverture des zones les plus intéressantes sur le plan écologique, essentiellement dans la perspective d’améliorer la connaissance du patrimoine naturel national et de fournir aux différents décideurs un outil d’aide à la prise en compte de l’environnement dans l’aménagement du territoire.
Une ZNIEFF de type 1 est recensée sur la commune :
« l'Adour, de Bagnères à Barcelonne-du-Gers » (2 786 ha), couvrant 59 communes dont 18 dans le Gers, une dans les Landes et 40 dans les Hautes-Pyrénées et une ZNIEFF de type 2, : 
l'« Adour et milieux annexes » (3 634 ha), couvrant 60 communes dont 18 dans le Gers, une dans les Landes et 41 dans les Hautes-Pyrénées.

Carte des ZNIEFF de type 1 et 2 à Jû-Belloc.
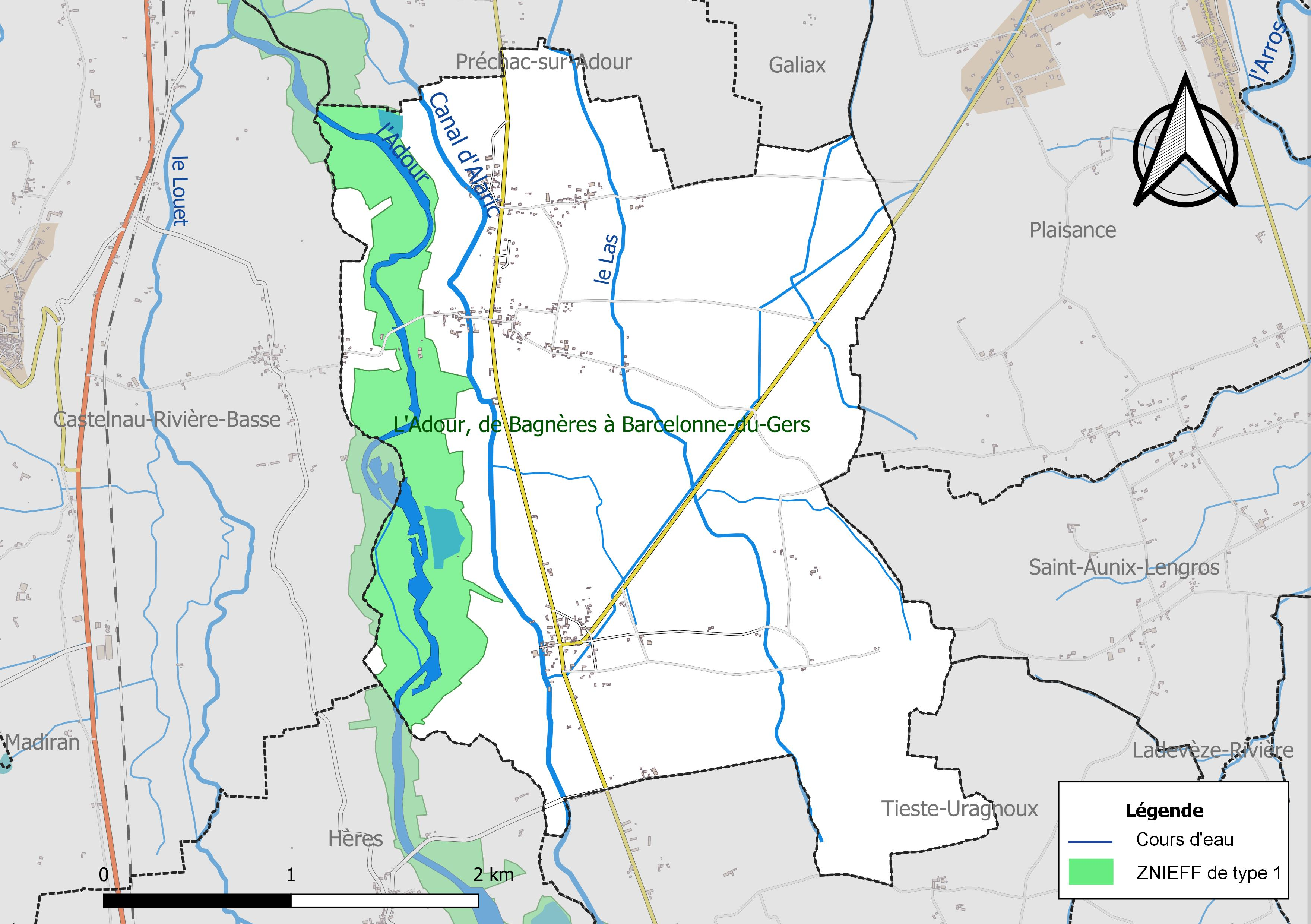
Carte de la ZNIEFF de type 1 sur la commune.
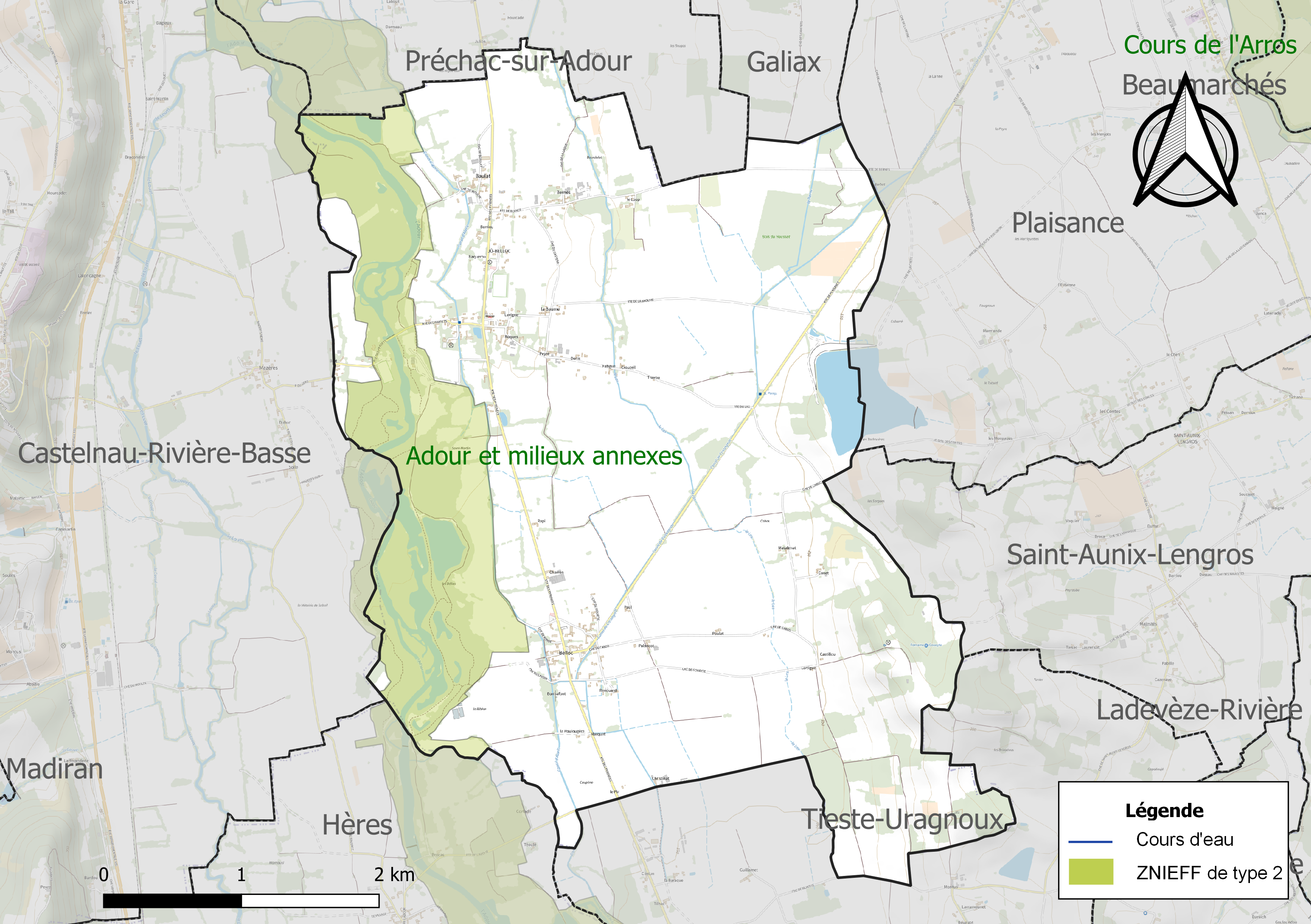
Carte de la ZNIEFF de type 2 sur la commune.

## Urbanisme

### Typologie
Au 1er janvier 2024, Jû-Belloc est catégorisée commune rurale à habitat dispersé, selon la nouvelle grille communale de densité à sept niveaux définie par l'Insee en 2022.
Elle est située hors unité urbaine et hors attraction des villes,.

### Occupation des sols
L'occupation des sols de la commune, telle qu'elle ressort de la base de données européenne d’occupation biophysique des sols Corine Land Cover (CLC), est marquée par l'importance des territoires agricoles (78,6 % en 2018), en diminution par rapport à 1990 (82,6 %). La répartition détaillée en 2018 est la suivante : 
terres arables (43,1 %), zones agricoles hétérogènes (35,4 %), forêts (15,1 %), zones urbanisées (4,2 %), eaux continentales (2,2 %). L'évolution de l’occupation des sols de la commune et de ses infrastructures peut être observée sur les différentes représentations cartographiques du territoire : la carte de Cassini (XVIIIe siècle), la carte d'état-major (1820-1866) et les cartes ou photos aériennes de l'IGN pour la période actuelle (1950 à aujourd'hui).

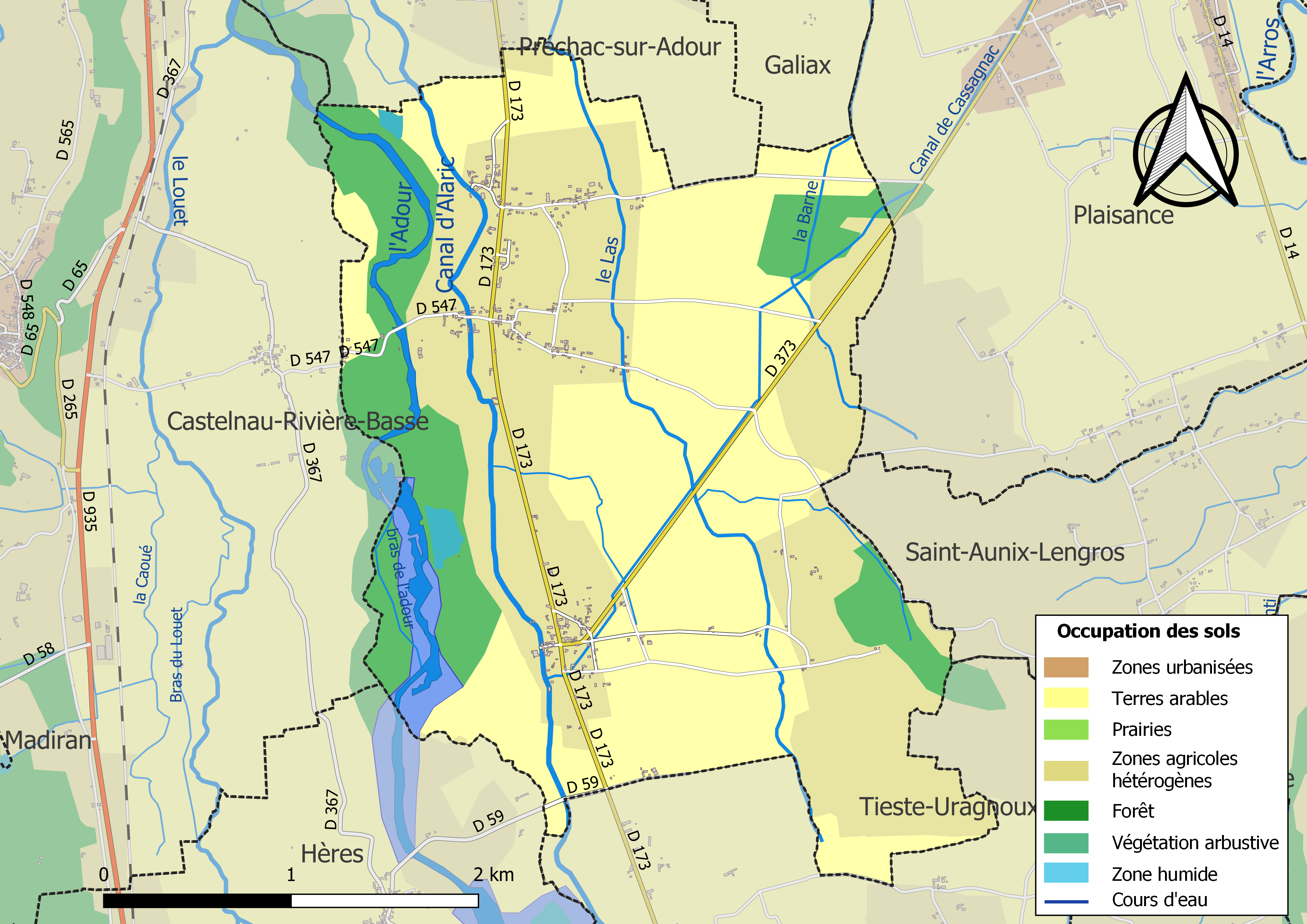
Carte des infrastructures et de l'occupation des sols de la commune en 2018 (CLC).

### Risques majeurs
Le territoire de la commune de Jû-Belloc est vulnérable à différents aléas naturels : météorologiques (tempête, orage, neige, grand froid, canicule ou sécheresse), inondations et séisme (sismicité faible). Un site publié par le BRGM permet d'évaluer simplement et rapidement les risques d'un bien localisé soit par son adresse soit par le numéro de sa parcelle.
Certaines parties du territoire communal sont susceptibles d’être affectées par le risque d’inondation par débordement de cours d'eau, notamment l'Adour, le canal d'Alaric et le Las. La cartographie des zones inondables en ex-Midi-Pyrénées réalisée dans le cadre du XIe Contrat de plan État-région, visant à informer les citoyens et les décideurs sur le risque d’inondation, est accessible sur le site de la DREAL Occitanie. La commune a été reconnue en état de catastrophe naturelle au titre des dommages causés par les inondations et coulées de boue survenues en 1999 et 2009,.

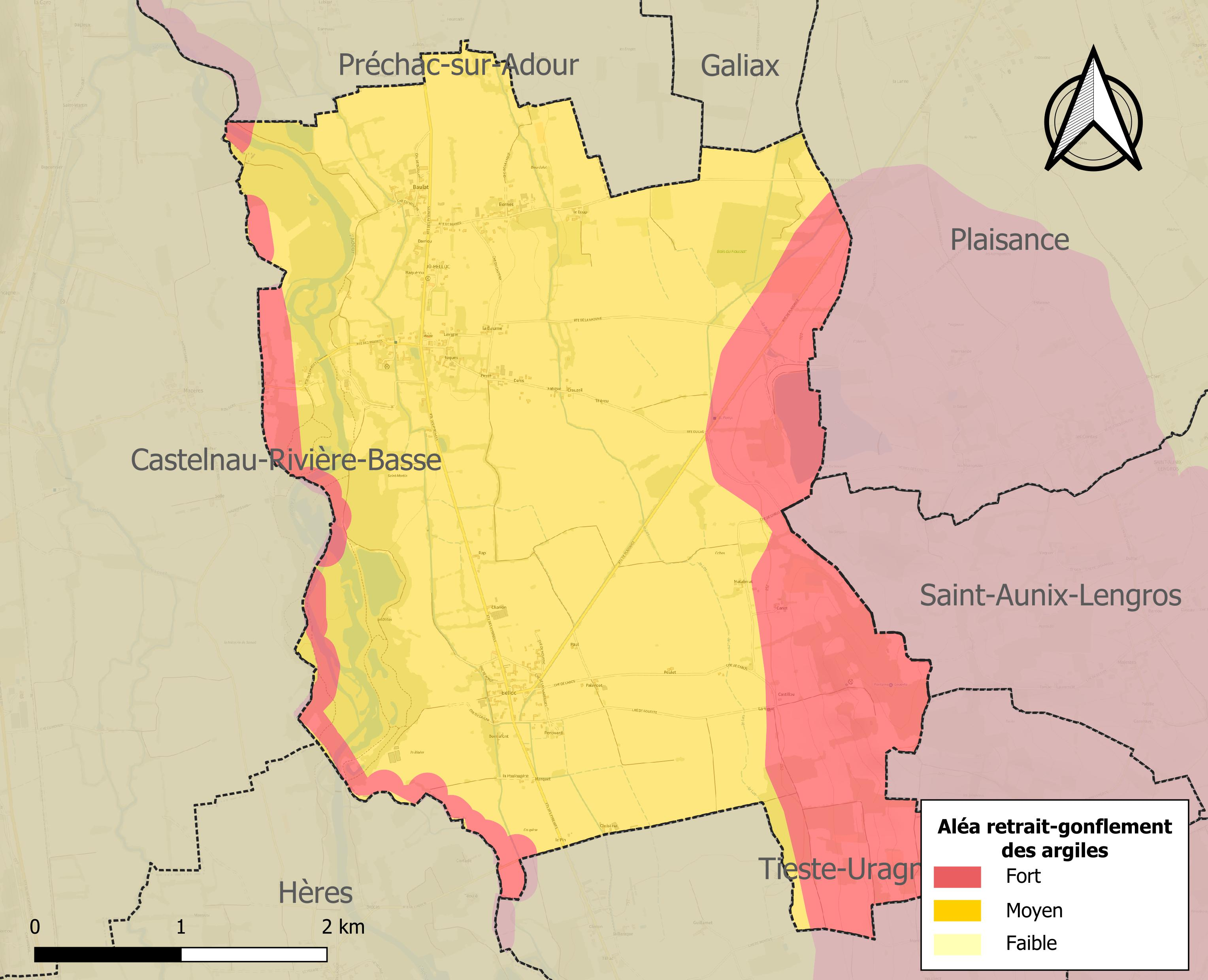
Carte des zones d'aléa retrait-gonflement des sols argileux de Jû-Belloc.

Le retrait-gonflement des sols argileux est susceptible d'engendrer des dommages importants aux bâtiments en cas d’alternance de périodes de sécheresse et de pluie. La totalité de la commune est en aléa moyen ou fort (94,5 % au niveau départemental et 48,5 % au niveau national). Sur les 160 bâtiments dénombrés sur la commune en 2019, 160 sont en aléa moyen ou fort, soit 100 %, à comparer aux 93 % au niveau départemental et 54 % au niveau national. Une cartographie de l'exposition du territoire national au retrait gonflement des sols argileux est disponible sur le site du BRGM,.
Par ailleurs, afin de mieux appréhender le risque d’affaissement de terrain, l'inventaire national des cavités souterraines permet de localiser celles situées sur la commune.
Concernant les mouvements de terrains, la commune a été reconnue en état de catastrophe naturelle au titre des dommages causés par des mouvements de terrain en 1999.

## Toponymie
Belloc : Le toponyme est formé du gascon beg (en orthographe actuelle bèth), de bèl « beau » et lòc, « lieu », pour donner « beau lieu ».
Le sens du toponyme est le même que pour Belloc(h) : « endroit agréable, bien situé ».

## Histoire
La commune actuelle est due au regroupement, en 1822, de trois communes : Baulat, Jû et Belloc.

## Politique et administration

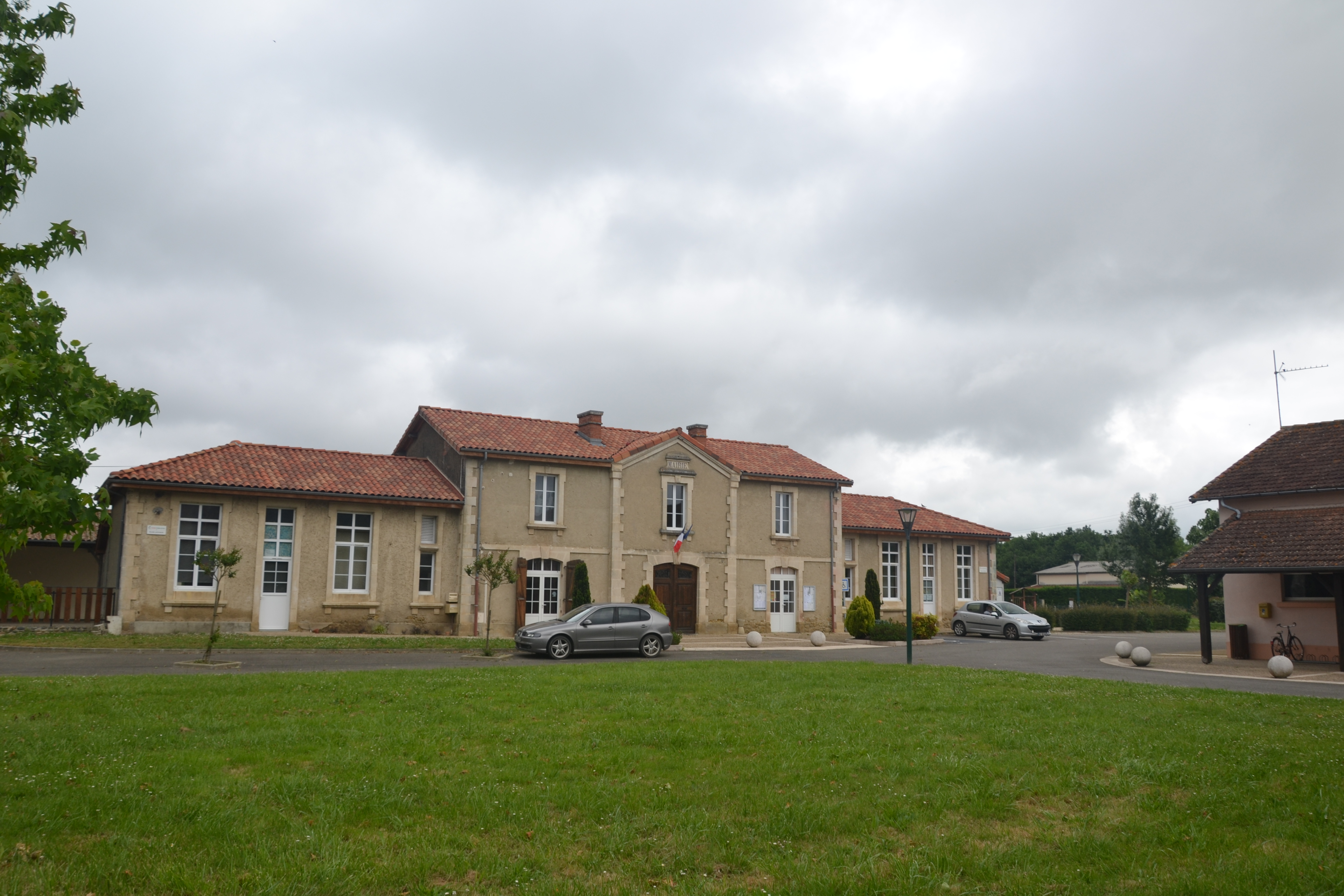
Mairie de la commune de Jû-Belloc.

### Liste des maires
| Période                                  | Période  | Identité     | Étiquette | Qualité |
| ---------------------------------------- | -------- | ------------ | --------- | ------- |
| mars 2001                                | En cours | Alain Paysse | DVG       | Artisan |
| Les données manquantes sont à compléter. |          |              |           |         |

## Population et société

### Démographie
| 1793 | 1800 | 1806 | 1821 | 1831 | 1841 | 1846 | 1851 | 1856 |
| ---- | ---- | ---- | ---- | ---- | ---- | ---- | ---- | ---- |
| 140  | 131  | 146  | 187  | 619  | 635  | 623  | 623  | 615  |

| 1861 | 1866 | 1872 | 1876 | 1881 | 1886 | 1891 | 1896 | 1901 |
| ---- | ---- | ---- | ---- | ---- | ---- | ---- | ---- | ---- |
| 575  | 580  | 569  | 561  | 546  | 534  | 522  | 473  | 448  |

| 1906 | 1911 | 1921 | 1926 | 1931 | 1936 | 1946 | 1954 | 1962 |
| ---- | ---- | ---- | ---- | ---- | ---- | ---- | ---- | ---- |
| 430  | 375  | 343  | 342  | 303  | 315  | 324  | 328  | 335  |

| 1968 | 1975 | 1982 | 1990 | 1999 | 2004 | 2006 | 2009 | 2014 |
| ---- | ---- | ---- | ---- | ---- | ---- | ---- | ---- | ---- |
| 336  | 300  | 303  | 263  | 305  | 319  | 322  | 319  | 305  |

| 2019 | 2022 | - | - | - | - | - | - | - |
| ---- | ---- | - | - | - | - | - | - | - |
| 295  | 283  | - | - | - | - | - | - | - |

### Enseignement

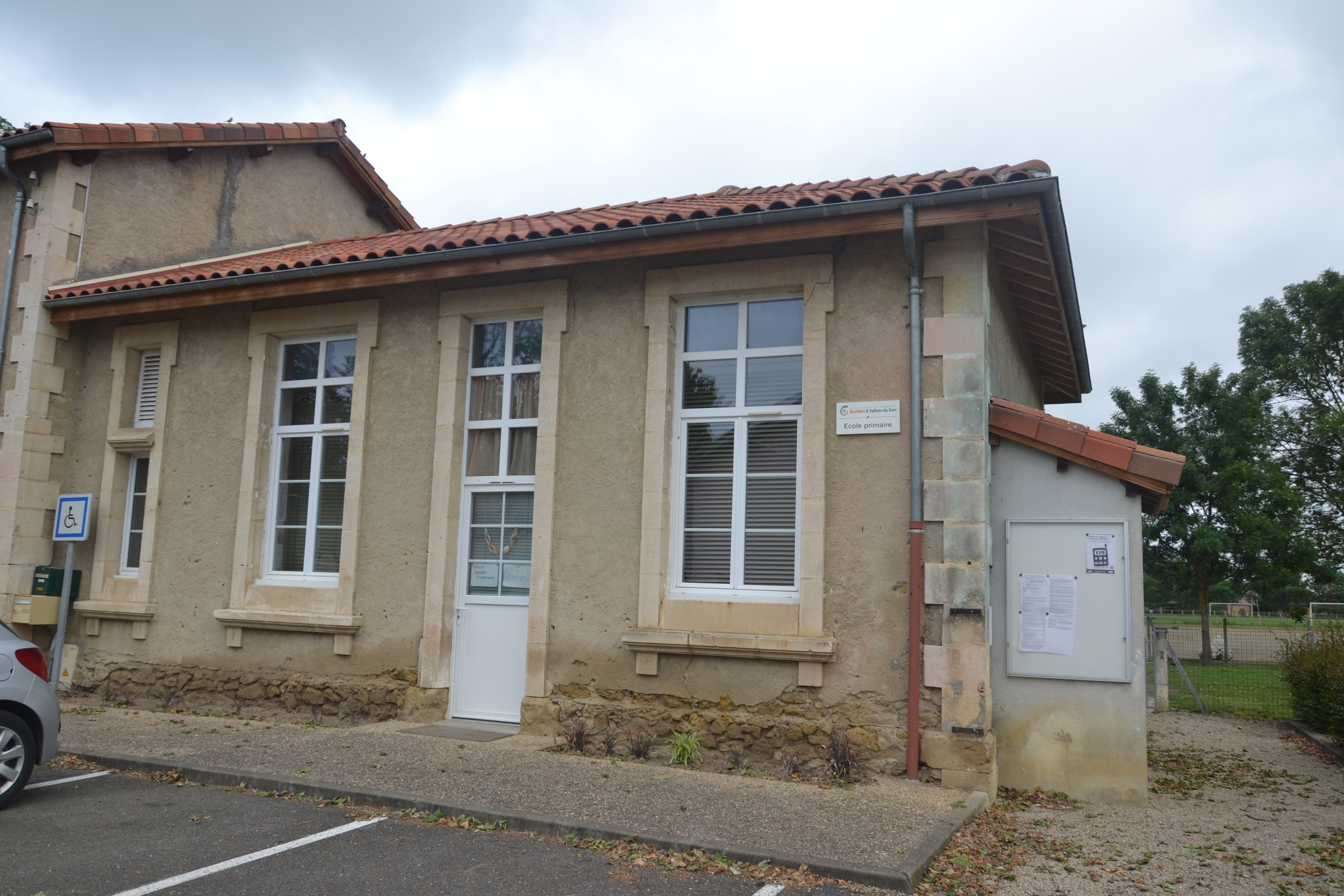
École de la commune de Jû-Belloc.

La commune de Jû-Belloc dépend de l'académie de Toulouse. Les élèves commencent leurs études à l'école primaire du village, qui regroupe 33 enfants.

### Santé
Le village ne possède aucun service de santé. Les médecins et la pharmacie les plus proches sont à Plaisance du Gers et l'hôpital est à Tarbes.

### Sports et loisirs

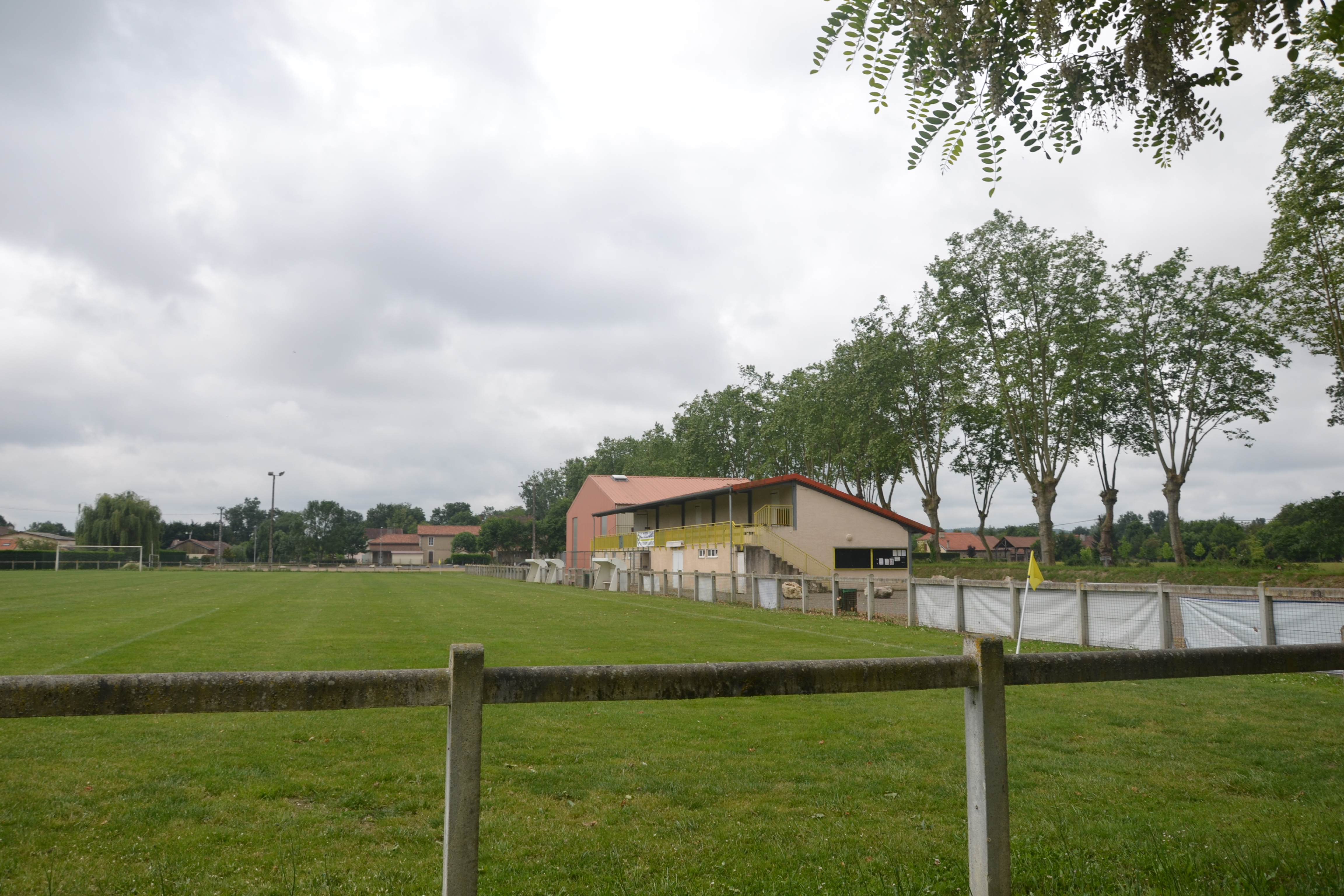
Stade municipal de la commune de Jû-Belloc.

- Le village accueille une école de cirque, Circ'Adour, depuis 1986[34].
- Club de foot, Val d'Arros Adour.
- Le sentier de l'Adour passe sur la commune.

## Économie

### Revenus
En 2018  (données Insee publiées en septembre 2021), la commune compte 131 ménages fiscaux, regroupant 295 personnes. La médiane du revenu disponible par unité de consommation est de 17 480 € (20 820 € dans le département).

### Emploi
|                | 2008  | 2013   | 2018  |
| -------------- | ----- | ------ | ----- |
| Commune        | 8,3 % | 12,7 % | 8,9 % |
| Département    | 6,1 % | 7,5 %  | 8,2 % |
| France entière | 8,3 % | 10 %   | 10 %  |

En 2018, la population âgée de 15 à 64 ans s'élève à 192 personnes, parmi lesquelles on compte 73,3 % d'actifs (64,4 % ayant un emploi et 8,9 % de chômeurs) et 26,7 % d'inactifs,. En  2018, le taux de chômage communal (au sens du recensement) des 15-64 ans est supérieur à celui du département, mais inférieur à celui de la France, alors qu'il était supérieur à celui de la France en 2008.
La commune est hors attraction des villes,. Elle compte 51 emplois en 2018, contre 47 en 2013 et 42 en 2008. Le nombre d'actifs ayant un emploi résidant dans la commune est de 128, soit un indicateur de concentration d'emploi de 39,9 % et un taux d'activité parmi les 15 ans ou plus de 54,3 %.
Sur ces 128 actifs de 15 ans ou plus ayant un emploi, 32 travaillent dans la commune, soit 25 % des habitants. Pour se rendre au travail, 93 % des habitants utilisent un véhicule personnel ou de fonction à quatre roues, 0,8 % les transports en commun, 3,9 % s'y rendent en deux-roues, à vélo ou à pied et 2,3 % n'ont pas besoin de transport (travail au domicile).

## Culture locale et patrimoine

### Lieux et monuments
- Église Sainte-Madeleine de Jû.
- Église Saint-Nicolas de Belloc.

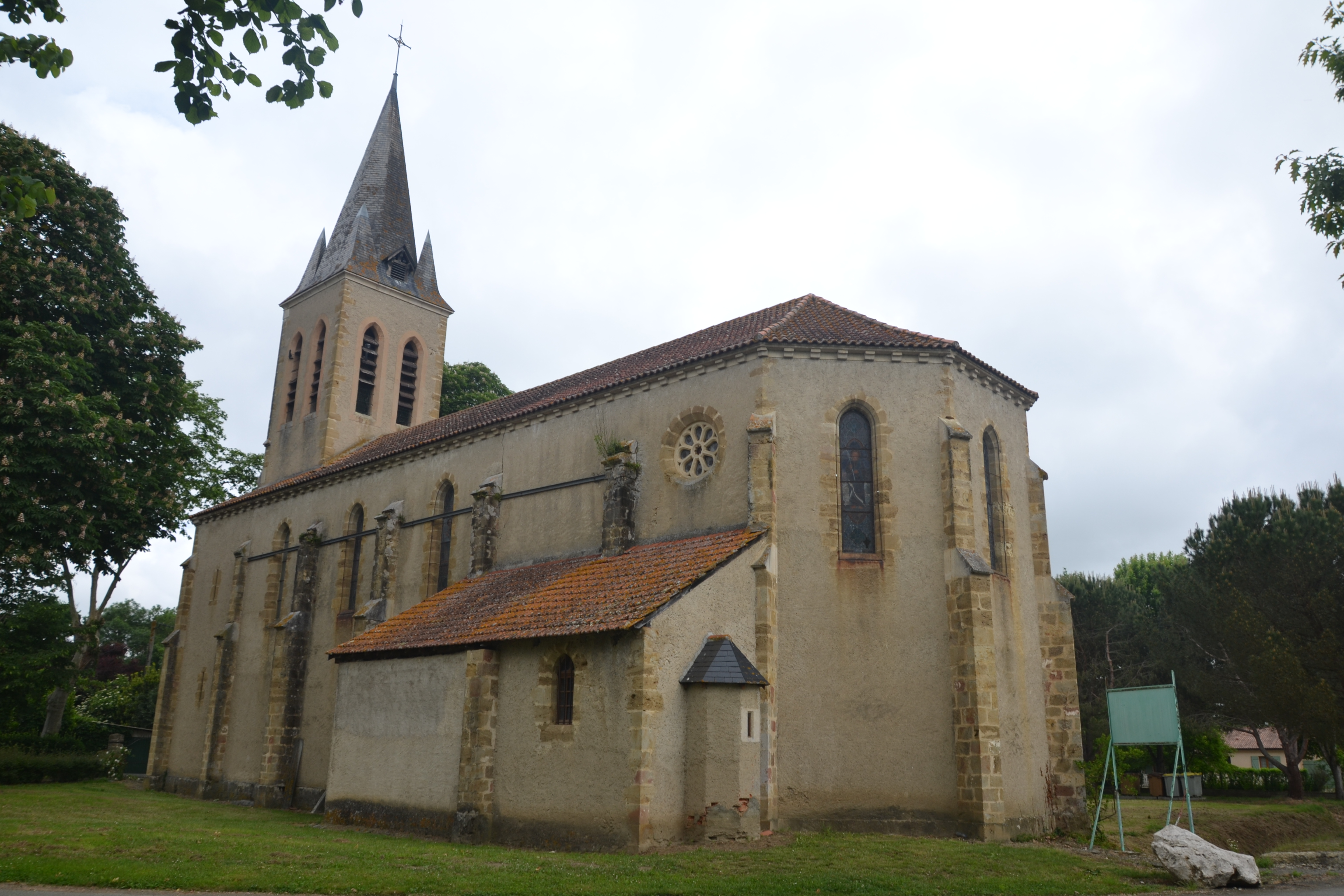
Église Sainte-Madeleine de Jû, commune de Jû-Belloc

- Plusieurs lavoirs : à Jû-Belloc, au hameau de Belloc, au hameau de Baulat
- Moulin de Payssé.
- Ancienne porte de ville.
- La maison de l'eau,qui accueille un centre de ressources sur l'eau et le site Natura 2000 Vallée de l'Adour[35].

### Personnalités liées à la commune
- Antoine Noguès (1777-1853), général des armées de la République et de l'Empire, né à Castelnau-Rivière-Basse (Hautes-Pyrénées), décédé dans la commune.